# 弗倫達區
35°3′42.2″N 1°3′13.9″E / 35.061722°N 1.053861°E
弗倫達區（阿拉伯语：‎），是阿爾及利亞的行政區，位於該國北部，由提亞雷特省負責管轄，首府設於弗倫達，面積139,297平方公里，2008年人口105,088，人口密度每平方公里0.75人。